# Chaograptis
Chaograptis es un género de lepidópteros perteneciente a la familia Noctuidae. Es originario de Australia.

## Especies
- Chaograptis crystallodes Meyrick, 1902
- Chaograptis euchrysa Lower, 1903
- Chaograptis rhaptina Turner, 1904